# Limau Manis Selatan
Limau Manis Selatan is een bestuurslaag in het regentschap Padang van de provincie West-Sumatra, Indonesië. Limau Manis Selatan telt 8962 inwoners (volkstelling 2010).